# Línia el Prat - Aeroport
La línia 254 d'ADIF és una línia de ferrocarril catalana propietat de l'Administrador d'Infraestructures Ferroviàries (Adif) que connecta el Prat de Llobregat amb l'Aeroport de Barcelona - el Prat. La línia comença a l'estació del Prat de Llobregat i acabava a l'estació de l'Aeroport.
La línia es va construir com a línia de Barcelona a l'Aeroport passant per Bellvitge i el Prat però amb l'arribada de la línia d'alta velocitat Madrid - Barcelona - Frontera Francesa es va soterrar l'estació del Prat de Llobregat i es va desmantellar la via única entre el Prat i Sants que seguia paral·lela a la línia Barcelona-Vilanova-Valls.
La línia és d'ample ibèric i via única i els serveis que transcorren per la línia són només de rodalia. La línia ha representat l'única connexió ferroviària de l'Aeroport fins que el 12 de febrer de 2016 va entrar en funcionament la línia 9 del Metro de Barcelona. La línia serà substituïa per una de nova construcció entre el Prat de Llobregat i l'Aeroport i que enllaçarà també la terminal actual i la nova terminal 1.

## Característiques generals

### Serveis ferroviaris
Des del 2006 fins al 2009 circulaven per la línia de trens de la R10 de Rodalies Barcelona que unien l'Aeroport amb l'Estació de França. Des del febrer de 2009 la R10 ha deixat de circular i el servei el realitza la R2 Nord unint l'Aeroport amb Sant Celoni i/o Maçanet-Massanes en dies feiners, i l'Aeroport amb Granollers Centre i/o Sant Celoni en dies festius, després del seu pas per Barcelona i Granollers Centre.